# Kanton Revigny-sur-Ornain
Revigny-sur-Ornain is een kanton van het Franse departement Meuse. Het kanton maakt deel uit van het arrondissement Bar-le-Duc.

## Geschiedenis
Bij toepassing van het decreet van 17 februari 2014 werd op 22 maart 2015 het aangrenzende kanton Vaubecourt opgeheven en de 12 gemeenten opgenomen in het kanton Revigny-sur-Ornain. Ook werd de gemeente Robert-Espagne, dat tot het toen opgeheven kanton Bar-le-Duc-Sud behoorde, overgeheveld. Hierdoor nam het aantal gemeenten toe van 15 naar 28.

## Gemeenten
Het kanton Revigny-sur-Ornain omvat sinds 2015 de volgende gemeenten:
- Andernay
- Beurey-sur-Saulx
- Brabant-le-Roi
- Chaumont-sur-Aire
- Contrisson
- Courcelles-sur-Aire
- Couvonges
- Érize-la-Petite
- Les Hauts-de-Chée
- Laheycourt
- Laimont
- Lisle-en-Barrois
- Louppy-le-Château
- Mognéville
- Nettancourt
- Neuville-sur-Ornain
- Noyers-Auzécourt
- Rancourt-sur-Ornain
- Rembercourt-Sommaisne
- Remennecourt
- Revigny-sur-Ornain
- Robert-Espagne
- Sommeilles
- Val-d'Ornain
- Vassincourt
- Vaubecourt
- Villers-aux-Vents
- Villotte-devant-Louppy